# Autumn Forge 83
Autumn Forge 83 (zu deutsch Herbstschmiede) war Teil der größten und bedeutendsten NATO-Großmanöverreihe von 1975 bis 1989, Autumn Forge. Autumn Forge 83 fand von August bis November 1983 unter der Beteiligung von 100.000 Soldaten statt und beinhaltete 173 REFORGER-Lufttransporte von 19.000 Soldaten und 1.500 Tonnen Material aus den USA nach Westdeutschland. Dies vollzog sich weitgehend unter Geheimhaltung und Funkstille. Autumn Forge 83 war vom Umfang her größer als die NATO-Manöver der vorherigen Jahre. Die größte Eskalationsstufe eines möglichen geplanten Atomkrieges fand während der Stabsrahmenübung Able Archer 83. statt.

## Auftrag
Der Kernauftrag von United States Army Europe (USAREUR) lautete, gefechtsbereite Bodentruppen auf einen möglichen Kriegsschauplatz in Mitteleuropa zu entsenden.
Die Grundzüge lagen in der Interoperabilität, Flexibilität und Bildung von Verstärkungen für die Schwerpunkte der multinationalen Land- und Luftkriegsführung gegen Truppen des Warschauer Paktes.

## Umfang
Autumn Forge 83 bildete den Rahmen für folgende Einzelübungen:
- Stabsrahmenübung Able Archer 83
- Luftwaffenübung Cold Fire 83
- Crested Cap 83 24. August – 2. Oktober 1983
- Display Determination 83
- Oksoboel 83 22. August – 30. August 1983
- Exercise Reforger 83 25. August – 30. Oktober 1983 als finale Phase

## Ablauf
Bis auf Able Archer 83 simulierten die anderen fünf Übungen eine konventionelle Kriegsführung eines möglichen Dritten Weltkrieges. Für die Planung und Durchführung von Autumn Forge 83 waren mehrere hohe NATO-Stabstellen verantwortlich. Darunter gehörten das COMALF (Commander Airlift Forces der REFORGER-Truppen), das Allied Command Europe (ACE) und andere. Zu Autumn Forge 83 gehörten oben genannte Teilmanöver. Darunter zählte Atlantic Lion 83 mit 24.000 Soldaten, 850 Panzern und 6.000 anderen Fahrzeugen der Niederländischen Streitkräfte war ein FTX-Manöver des I. NL-Korps sowie 11.000 US-amerikanische REFORGER-Soldaten. Die größte Übung war Confident Enterprise 83/Exercise Reforger 83, die von Atlantic Lion nur von der um 7.000 Mann höheren Truppenstärke übertroffen wurde.